# Cantó de Livarot
El cantó de Livarot és un cantó francès del departament de Calvados, situat al districte de Lisieux. Té 22 municipis i el cap es Livarot.

## Municipis
- Auquainville
- Les Autels-Saint-Bazile
- Bellou
- La Brévière
- La Chapelle-Haute-Grue
- Cheffreville-Tonnencourt
- Fervaques
- Heurtevent
- Lisores
- Livarot
- Le Mesnil-Bacley
- Le Mesnil-Durand
- Le Mesnil-Germain
- Les Moutiers-Hubert
- Notre-Dame-de-Courson
- Sainte-Foy-de-Montgommery
- Sainte-Marguerite-des-Loges
- Saint-Germain-de-Montgommery
- Saint-Martin-du-Mesnil-Oury
- Saint-Michel-de-Livet
- Saint-Ouen-le-Houx
- Tortisambert

## Història
| Data d'elecció                           | Identitat             | Partit                     | Qualitat |
| ---------------------------------------- | --------------------- | -------------------------- | -------- |
| 1945-19..                                | Marcel Lescène        | RPF, després Divers droite |          |
| 19..-1964                                | Maurice Troussier     | UNR, després Divers droite |          |
| 1964-1967                                | Gustave Timmerman     | Divers droite              |          |
| 1967-1980                                | Gilles Dudouit        | Divers droite              |          |
| 1980-198.                                | M. Rioult de Neuville | Divers droite              |          |
| 198.-2004                                | Robert Halley         | Divers droite              |          |
| 2004-                                    | Sébastien Leclerc     | Divers droite              |          |
| les dades anteriors no són pas conegudes |                       |                            |          |
|                                          |                       |                            |          |

## Demografia
| A partir de 1990: Població sense dobles comptes |